# Nebenspannung
In der technischen Mechanik werden unter Nebenspannungen Spannungen innerhalb eines Fachwerkes verstanden, die zu den Spannungen des idealen Fachwerks hinzukommen, z. B. durch die elastische Biege-Verformung der Fachwerkstäbe. Zu den Nebenspannungen gehören bei ebenen Fachwerken auch die Spannungen durch Lasten senkrecht zur Fachwerkebene, z. B. aus Windlasten.
Die Nebenspannungen können unter bestimmten Voraussetzungen erhebliche Werte annehmen; besonders dann, wenn die Fachwerkstäbe eine geringe Schlankheit aufweisen, d. h. wenn sie sehr massiv sind.